# Pleogyne australis
Pleogyne australis är en tvåhjärtbladig växtart som först beskrevs av George Bentham, och fick sitt nu gällande namn av George Bentham. Pleogyne australis ingår i släktet Pleogyne och familjen Menispermaceae. Inga underarter finns listade i Catalogue of Life.